# TD Station
Le TD Station anciennement connu sous le nom de Harbour Station est un aréna situé dans la ville de  Saint-Jean au Nouveau-Brunswick.  Il fut le domicile des Flames de Saint-Jean de la Ligue américaine de hockey de 1993 jusqu'à leur relocalisation dans la ville d'Omaha au Nebraska en 2003. Depuis la saison 2005-2006, il est le domicile des Sea Dogs de Saint-Jean de la Ligue de hockey junior Maritimes Québec. Il a également été le domicile des Mill Rats de Saint-Jean de la Ligue nationale de basketball du Canada de 2011 à 2019.

L'aréna fut aussi l'hôte d'une compétition de Patinage Canada en 1995, du Match des étoiles de la Ligue américaine de hockey en 1997, du Championnat du monde junior de patinage artistique en 1998, du  Championnat du monde de curling en 1999 et des East Coast Music Awards en 2002. En 2006, il accueillit la soirée des Canadian Country Music Awards. Harbour Station accueillit également un match pré-saison de la Ligue nationale de hockey (LNH) et deux matchs pré-saison de la National Basketball Association (NBA).  L'aréna fut utilisé à titre de réplique du vieux Pacific Coliseum de Vancouver durant le tournage de la minisérie « La série du siècle Canada-Russie 1972 ».
L'aréna a été rénové à l'aube de la saison 2005-2006 pour permettre la venue des Sea Dogs de Saint-Jean, alors que des gradins ont été ajoutés. De plus, l'aréna est conçue panoramiquement de telle façon que les spectateurs qui font la queue aux comptoirs de restauration sont en mesure de voir l'action se déroulant au même moment sur la patinoire. Sa capacité actuelle est de 6 297 sièges et sa configuration en mode théâtre convient tout autant pour le hockey que pour des évènements de variétés et des concerts. 
En 2019, à la suite d'une entente avec la Banque TD, l'aréna est renommé le TD Station.

## Histoire
La région de Harbour Station est située en partie sur le territoire fréquenté par les chemins de fer nationaux du Canada et son nom Harbour provient de la vieille gare de train Union Station de style néo-gothique de la ville. Celle-ci était située sur le site de l'amphithéâtre actuel au Mill Street Yard jusqu'à sa démolition par décret gouvernemental lors d'un réaménagement urbain au début des années 70 alors qu'elle céda sa place à l'autoroute provinciale à quatre-voies de Saint-Jean, le Saint-John Throughway (aussi appelée Route no. 1 ou New Brunswick Highway no. 1), destinée à augmenter le trafic des camions lourds à l'intérieur de la ville. Plusieurs options furent envisagées mais une majorité de citoyens désiraient une autoroute traversant la ville de Saint-Jean du sud jusqu'au nord de la banlieue de Millidgeville. La vieille gare Union Station était utilisée par les trains de marchandise du CN et du CPR. Paradoxalement, dans un projet similaire en 1969, les gouvernements provinciaux et fédéraux ont travaillé en collaboration avec le CPR à restaurer le quai du ferry de Saint-Jean en construisant un nouveau terminal à l'ouest de la ville relié directement aux sorties de la nouvelle autoroute à quatre voies.
Le démantèlement du chemin de fer et de la gare de train historique coïncidait avec la construction du pont à quatre-voies, le Saint-John Harbour Bridge qui débuta ses opérations en 1968. Celui-ci devait permettre la circulation routière au-dessus des Chutes réversibles, le principal obstacle géographique de la ville de Saint-Jean. Le nouveau pont avait aussi comme objectif de couper la partie nord du Harbour de Saint-Jean du trafic maritime causé par les lourds paquebots. Toutes ces opérations  visant à créer un boom économique soulevèrent une certaine controverse ainsi que du mécontentement chez plusieurs citoyens préoccupés à l'idée de dilapider leur patrimoine historique au profit de la construction urbaine.

## Événements majeurs
- 2013 : Skate Canada

- 2008 : Blue Rodeo (16 février)

- 2007 : Barenaked Ladies (février), B.B. King (mai), Gordon Lightfoot (mai), Charley Pride (juin)

- 2006 : Hilary Duff (janvier), Rex Goudie (mars), Mötley Crüe (mars), Alice Cooper (mai), Willie Nelson (mai), Dixie Chicks (août), Def Leppard (septembre), Guns N' Roses (novembre), The Trews (novembre), Canadian Country Music Awards

- 2005 : Sum 41 (janvier), Lord of the Dance (janvier), Stuart McLean (avril), Sarah McLachlan (mai), Blue Rodeo (mai), Charley Pride (juin), Dolly Parton (août), Rita MacNeil (septembre), 50 Cent (décembre), Hedley (décembre), Simple Plan (décembre)

- 2004 : Nickelback (février), 50 Cent (avril), George Carlin (avril), George Thorogood (avril), Finger Eleven (juin), Colin James (juin), Slayer (juin), Bryan Adams (juillet), Legends of Country Music (septembre), Australian Pink Floyd (octobre), George Jones (novembre), Great Big Sea (novembre), The Tragically Hip (décembre)

- 2003 : George Jones (avril), Shawn Desman (septembre), Sum 41 (septembre), Nana Mouskouri (décembre), Snoop Dogg (décembre)

- 2002 : Nelly Furtado (avril), Kenny Rogers (avril), B.B. King (avril), Lord of the Dance (août), Bob Dylan (août), Great Big Sea  (août), Supertramp (août), Matchbox Twenty (octobre), East Coast Music Awards

- 2001 : Travis Tritt (mars), Ted Nugent (mai), Lynyrd Skynyrd (mai), Susan Aglukark (août), Wide Mouth Mason (août), Championnats Canadiens de gymnastique artistique,

- 2000 : Our Lady Peace (janvier), The Wilkinsons (février), Paul Brandt (février), Guess Who (juin), McMaster and James (juillet), The Moffatts (juillet), The Tragically Hip (décembre), Wayne Newton (décembre)

- 1999 : The Tragically Hip (janvier), Alanis Morissette (mai), Amanda Marshall (juillet), Iron Maiden (juillet), Skate Canada (novembre), Great Big Sea  (décembre), Ford World Curling

- 1998 : Bryan Adams (février), Bill Cosby (mars), Lord of the Dance (novembre)

- 1997 : Bob Dylan (avril), Roch Voisine (août), Amanda Marshall (septembre), André-Philippe Gagnon (octobre), Championnats du monde juniors de patinage artistique 1998 (novembre-décembre), Match des étoiles de la Ligue Américaine de Hockey

- 1996 : Martina McBride (février), Melissa Etheridge (mars), Melissa O’Neil (mars), Ashley MacIsaac (mars), Alan Jackson (mai), Céline Dion (juin), Garth Brooks (septembre), Neil Young (novembre), Anne Murray (décembre), The Tragically Hip (décembre), Championnat Mondial junior de patinage artistique

- 1995 : The Tragically Hip (février), Faith Hill (mai), Alan Jackson (mai), Prairie Oyster (septembre), Travis Tritt (septembre), Skate Canada (novembre), Tim McGraw (novembre), Sunlife Skate Canada

- 1994 : Meatloaf (janvier), Céline Dion (mars), Kenny Rogers (avril), Colin James (septembre), Barenaked Ladies (décembre), Rita McNeil (décembre)

- 1993 : Aerosmith (décembre), Sarah McLachlan (décembre)

De plus, une partie de la LNH entre les Whalers de Hartford et les Flames de Calgary y a déjà été disputée et 2 parties de la NBA : Trail Blazers de Portland vs Nets du New Jersey et Raptors de Toronto vs 76ers de Philadelphie.
Le centre a accueilli aussi de nombreux autres événements tels que le Cirque de Moscou, les Globetrotters de Harlem, Jeux de l'Acadie, congrès politiques et divers congrès, comme celui des chefs policiers du Canada.